# Кітаб аль-агані
Кітаб аль-агані (араб. كتاب الأغاني; Книга пісень) — арабська антологія в 20 томах, складена Абу ль-Фарадж аль-Ісфагані.
У «Книзі пісень» історія (з V—VI до початку X століття) арабської пісні і поезії дана фрагментами фактів, подій, а не як історичний процес. Вона є найважливішим і найбільшим пам'ятником в своєму роді. Включає 100 пісень відомих поетів з музикою Ібрагіма аль-Мавсілі, Ізмаїла ібн Джамі, Фулайха ібн аль-Авра. Крім віршів доісламської, омейядськой і аббасидської епох, містить докладні біографії поетів, композиторів і відомих виконавців та співачок того часу, історичні анекдоти та ін.